# Benito Sylvain
Marie-Joseph Benoît Dartagnan Sylvain dit Benito Sylvain, né le 21 mars 1868 à Port-de-Paix, mort le 3 janvier 1915 à Bizoton, est successivement un journaliste, diplomate puis avocat haïtien devenu le représentant, autoproclamé, des Africains soumis à la domination coloniale française.

## Biographie
En 1887, Sylvain est envoyé à Paris au collège Stanislas. Il obtient son baccalauréat puis prépare le concours d’entrée à l’École navale, ce qui lui est impossible d’obtenir, l’école cessant d’être accessible aux élèves étrangers.
Il s’engage alors dans des études de droit, et obtient sa licence en 1894.
En 1889-1890, il est secrétaire à la légation de Haïti à Londres.
En 1890, il devient journaliste et fonde à Paris un journal hebdomadaire : La Fraternité, organe des intérêts d’Haïti et de la race noire, qu’il dirige jusqu’en 1897. Le journal reçoit quelques contributions de Victor Schœlcher entre 1891 et 1893. Cette même année, il assiste au congrès antiesclavagiste de Bruxelles qui marque la renaissance de la dynamique abolitionniste.
En 1893, il est personnellement récompensé en 1893 par le grade d’enseigne de vaisseau de la marine de guerre d’Haïti. Il essaie par ailleurs d’organiser les étudiants haïtiens en France en fondant en 1894 un « cercle de l’union fraternelle » dont la Fraternité serait la tribune.
En 1891, il obtient de représenter l’Alliance française en Haïti. Il se fait admettre à la Société d’ethnographie de Paris en 1893 et obtient l’année suivante la création d’un Comité oriental et africain qui dénonce avec véhémence les exactions coloniales en Afrique, suscitant des joutes verbales extrêmement vives avec certains missionnaires catholiques.
En 1897, il part pour l’Éthiopie qui vient de remporter la bataille d’Adoua face au colonialisme italien. On ne possède sur ses trois séjours en Éthiopie (entre 1897 et 1906) que son témoignage personnel consigné dans un journal de route où il raconte ses entrevues avec le Negusse Negest Ménélik II qu’il aurait conseillé dans ses relations avec les puissances européennes et renseigné sur la diaspora noire en Europe, aux Antilles et en Amérique. D’autre part, en 1901, il se présente comme « aide de camp de sa majesté l’Empereur d’Éthiopie ».
En 1900, il assiste au congrès antiesclavagiste qui accompagne l’exposition universelle de Paris et il propose une communication.
En 1901, il soutient sa thèse intitulée Du sort des indigènes dans les colonies d’exploitation qui constituera la première partie de son principal ouvrage publié la même année. L’ouvrage fait l’histoire de la traite et de l’esclavage moderne et de leur abolition dans la première moitié du XIXe siècle. Sylvain y accuse ensuite les Anglais et les Allemands d’être revenus sur le principe de l’abolition en colonisant l’Afrique et en refusant toute politique d’assimilation et prédit des chocs en retour pour toute l’humanité si une politique coloniale juste ne remplace pas sans délai la politique criminelle d’exploitation. Il publie un long réquisitoire pour « dénoncer le sort qui est fait aux « indigènes dans les colonies d’exploitation », la montée en puissance du « préjugé de couleur » dans des nations européennes devenues métropoles coloniales et les menaces qui pèsent sur l’avenir des Républiques noires de Haïti et du Libéria. Il parle d’une véritable « faillite morale » de la civilisation occidentale et il s’attaque en particulier aux missionnaires catholiques qui ont trahi, selon lui, la cause antiesclavagiste et renoncé à toute politique active d’assimilation. »
L’une des dernières traces laissées par Sylvain est une conférence prononcée à Lille le 23 mars 1905 et dont un compte rendu analytique est donné dans la Revue de géographie de Lille, en 1906. Il est présenté comme un « homme de cœur » et un « apôtre fervent » au service d’une cause juste mais désespérée. Le 15 août 1905, il publie dans le quotidien Le Matin une tribune annonçant la fondation le 1er juin de la même année de "l'Œuvre du Relèvement social des Noirs" avec l'approbation du pape Pie X.
Il sera considéré par la suite comme l’un des cofondateurs du panafricanisme.

## Publications
- La Fraternité : journal hebdomadaire : organe des intérêts d’Haïti et de la race noire, Paris, 1890-1897, 178 numéros (lire en ligne).
- Étude historique sur le sort des indigènes dans les colonies d’exploitation, Paris, L. Boyer, 1901, 213 p. (OCLC 236100938, lire en ligne).